# Pilosocereus quadricentralis
Pilosocereus quadricentralis là một loài thực vật có hoa trong họ Cactaceae. Loài này được (E.Y. Dawson) Backeb. miêu tả khoa học đầu tiên năm 1960.